# ラベビタEX
ラベビタEX（ラベビタ イーエックス）は、LoVendoЯ（ラベンダー）の岡田万里奈、魚住有希、宮澤茉凜とBitter & Sweet（ビタースウィート）の田﨑あさひ、長谷川萌美による5人組音楽ユニット。もしくは同ユニットによる同名の楽曲。
2016年春、田中れいなが主演ミュージカルの稽古と本番でLoVendoЯを離れている間、この5人で合同ユニットを組み、「病院」をテーマにナース服を着てライブツアーを回った。
EXには、Extra（特別・臨時）なライブツアー、Experiment（実験的）な試み、5人のExplorer（冒険者）がExceedし（限界を超え）てExplosive（爆発的）な感動とExcite（興奮）を届けるという意味が込められている。

## メンバー
- LoVendoЯ
  - 岡田万里奈（ボーカル） - 1993年7月24日生まれ（当時22歳、現在31歳）
  - 魚住有希（ギター） - 1991年7月14日生まれ（当時24歳、現在33歳）
  - 宮澤茉凜（ギター） - 1993年4月10日生まれ（当時22歳、現在32歳）
- Bitter & Sweet
  - 田﨑あさひ（ボーカル、ピアノ） - 1995年11月20日生まれ（当時20歳、現在29歳）
  - 長谷川萌美（ボーカル） - 1994年4月2日生まれ（当時21歳 - 22歳、現在31歳）

## 概要
田中れいなを除くLoVendoЯメンバーとBitter & Sweetの合同ユニット。田中れいながミュージカル『ふしぎ遊戯〜朱ノ章〜』の稽古と本番で不在となる2016年3月から4月にかけて、ほかのメンバーがライブツアーを行うために編成された。
ラベビタEXが栄養ドリンク剤のような名前ということから、「お客さんに元気になって帰ってもらおう!」というコンセプトで、ライブツアーのテーマは「病院」となった。メンバーの衣装は白いナース服で、ツアーグッズのコレクション生写真は「ラベビタクリニック」と書かれた薬袋に入れられていた。宣伝用に非売品の栄養ドリンク剤「ラベビタEX」の瓶も作られた。
ライブツアーのコンセプトやセットリスト、ステージングについてはメンバーが主導で考えて決めたもので、その会議の模様はYouTube番組『GREEN ROOM』で配信された。また、メンバー全員でアコースティックギターを弾きながら歌う曲「オレンジライン」もあり、ボーカル陣がギターを練習する様子などがYouTube番組『アプカミ』で配信された。物販撮影の様子やライブ映像も配信された。
ライブツアーにはベース、ドラムスのサポートメンバーが参加しない代わりにDJとして村山☆潤（衣装は白衣）が参加し、曲のつながりのアレンジなどを担当した。
各公演の終演後は、メンバーとの「カンパイお見送り会」と物販購入者の特典会（握手会）が行われた。

## 経歴
2015年
- 11月22日、『遊ぶ。暮らす。育てる。SATOYAMA & SATOUMIへ行こう 2015 with 勇気の翼 秋フェス』（モラージュ菖蒲）の「SATOYAMA & SATOUMI MUSIC FESTA」にて、LoVendoЯの岡田万里奈、魚住有希、宮澤茉凜とBitter & Sweetの田﨑あさひ、長谷川萌美の5人で翌年3月5日 - 4月9日に『ラベビタEX ライブツアー 2016春』を開催することを発表[4][18]。
- 11月・12月、ラベビタEX会議を開き、ライブツアーの内容を決定[19][20][21]。
- 12月18日、神奈川公演（2016年3月5日、F.A.D. YOKOHAMA）に昼公演が追加[22]。

2016年
- 1月・2月、ライブツアーのリハーサル期間。
- 2月6日、東京公演（4月2日、渋谷CYCLONE）に「長谷川萌美バースデーEX」と題した昼公演が追加[23]。
- 3月5日、『ラベビタEX ライブツアー 2016年春』初日・神奈川公演（F.A.D YOKOHAMA、昼夜2公演）[1]。オリジナル曲「ラベビタEX」を初披露[12]。
- 3月19日・20日、『遊ぶ。暮らす。育てる。SATOYAMA & SATOUMIへ行こう 2016』（パシフィコ横浜）の「ラベビタEX PRステージ」に出演[24][14]。
- 3月26日、『ラベビタEX ライブツアー 2016年春』埼玉公演（西川口Hearts）。
- 3月31日、テレビ東京『The Girls Live』#111のスタジオライブでオリジナル曲「ラベビタEX」を披露。
- 4月2日、『ラベビタEX ライブツアー 2016年春』東京公演（渋谷CYCLONE、昼夜2公演）。昼は「長谷川萌美バースデーEX」と題した追加公演[2]。
- 4月9日、『ラベビタEX ライブツアー 2016年春』千秋楽・大阪公演（LIVE SQUARE 2nd LINE）。

## 楽曲
- ラベビタEX（作詞：岡田万里奈、作曲：魚住有希） - JASRAC 224-3927-7（2016年3月5日初披露[12]）

## 出演

### ライブ・イベント
- ラベビタEX ライブツアー 2016春（2016年3月5日・26日・4月2日・9日、神奈川・埼玉・東京・大阪の4会場6公演）[3][1]
  - 3月05日 15時00分、F.A.D YOKOHAMA（神奈川・昼公演） - 追加公演[22]
  - 3月05日 18時30分、F.A.D YOKOHAMA（神奈川・夜公演）
  - 3月26日 18時30分、西川口Hearts（埼玉）
  - 4月02日 15時00分、渋谷CYCLONE（東京・昼公演） - 「長谷川萌美バースデーEX」と題した追加公演[23][2]
  - 4月02日 18時30分、渋谷CYCLONE（東京・夜公演）
  - 4月09日 17時30分、LIVE SQUARE 2nd LINE（大阪）

- 遊ぶ。暮らす。育てる。SATOYAMA & SATOUMIへ行こう 2016（3月19日・20日、パシフィコ横浜）[24][14]
  - 3月19日 15時30分、ラベビタEX PRステージ（展示ホールC）
  - 3月20日 14時30分、ラベビタEX PRステージ（展示ホールC）

### テレビ
- The Girls Live #111 ラベビタEX「ラベビタEX」スタジオライブ（2016年3月31日、テレビ東京 / 4月3日、BSジャパン）
  - DVD『The Girls Live Vol.29』（2017年1月18日、UP-FRONT WORKS）に収録[25]

### ネット配信
- ラベビタEX会議
  - GREEN ROOM #36「ラベビタEX ライブツアー 2016春 内容決め 編」（2016年1月7日、YouTube）[7]
  - GREEN ROOM #37「ラベビタEX ライブツアー 2016春 内容決め 続編」（2016年1月14日、YouTube）[8]
- リハーサル映像
  - アプカミ #02「ラベビタEX リハーサル映像（1日目）」（2016年2月5日、YouTube）[9]
  - アプカミ #05「ラベビタEX リハーサル映像（2日目）」（2016年2月26日、YouTube）[10]
  - アプカミ #06「ラベビタEX リハーサル映像〜物販撮影」（2016年3月4日、YouTube）[11] - 共演：村山☆潤
- ライブ映像
  - アプカミ #08「ラベビタEX / ラベビタEX (Live at F.A.D Yokohama 2016/03/05)」（2016年3月18日、YouTube）[12]
  - アプカミ #11（2016年4月8日、YouTube）
    - 「テルミー東京 / ラベビタEX (Live at F.A.D Yokohama 2016/03/05)」[13]
    - 「SATOYAMA & SATOUMIへ行こう2016 PRステージ・ダイジェスト - 宝物 / ラベビタEX」[14]

  - アプカミ #13「ハレルヤ〜いいんじゃない? / ラベビタEX (Live at F.A.D Yokohama 2016/03/05)」（2016年4月22日、YouTube）[15]
  - アプカミ #14「オレンジライン / ラベビタEX (Live at F.A.D Yokohama 2016/03/05)」（2016年4月29日、YouTube）[16]